# János Hock

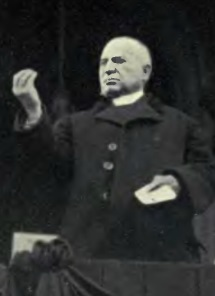
Hock in 1918

János Hock (Devecser, 31 december 1859 - Boedapest, 10 oktober 1936) was een Hongaars katholiek priester, journalist, schrijver en politicus.

## Biografie
Hock was een katholiek priester en grootsprakerig redenaar, die gedichten en novellen schreef. Omwille van een affaire met een vrouw werd hij afgeremd in zijn kerkelijke carrière. Hock, die een parochie in Boedapest had, ging bovendien in de politiek. Vanaf 1887 was hij lid van het Huis van Afgevaardigden. Hij was lid van de Onafhankelijkheidspartij. Tijdens de Asterrevolutie werd hij op 23 oktober 1918 voorzitter van de Hongaarse Nationale Raad. In deze functie nam hij op 1 november 1918 de eed af van Mihály Károlyi als premier van Hongarije. Károlyi had met de vertegenwoordigers van de drie partijen in de Nationale Raad een regering gevolgd, waarin Hock de plaatsvervanger van Károlyi was. Bovendien nam Hock de functie van staatspresident waar.
Op 16 november 1918 droegen de leden van het Hongaarse Huis van Afgevaardigden, die nog in de tijd van de Dubbelmonarchie waren verkozen, het opperste staatsgezag over aan de regering-Mihály Károlyi, die de Democratische Republiek Hongarije uitriep. Károlyi's regering werd al op 21 maart afgelost door de regering van de Hongaarse Radenrepubliek onder leiding van Béla Kun.
In juli 1919 verliet Hock Hongarije en ging via Tsjecho-Slowakije naar Wenen. Nadat Roemeense troepen de Hongaarse Radenrepubliek tijdens de Hongaars-Roemeense Oorlog in augustus 1919 omver hadden geworpen, nam admiraal Miklós Horthy de macht in Hongarije over. Horthy richtte het Koninkrijk Hongarije opnieuw op en werd zelf regent van het koninkrijk met vacante troon. Zijn troepen van het Nationaal Leger namen echter bloedige wraak voor de verwezenlijkingen een dodelijke slachtoffers van de radenrepubliek. De wraak van de contrarevolutionaire troepen staat bekend als de Witte Terreur, die door Horthy door de vingers werd gezien.
Samen met Béla Linder, Pál Szende, Oszkár Jászi en Károlyi deed Hock op 19 maart 1922 een wereldwijde oproep aan de democratische en pacifistische gemeenschap in het Hongaars, Engels en Frans. In deze oproep werd niet enkel de Witte Terreur, maar ook het regime van Miklós Horthy aangeklaagd. Bij zijn terugkeer naar Hongarije werd hij wegens zijn aanvallen op het regime gevangengenomen, waar later weer vrijgelaten.